# 私营部门
私营部门（英語：private sector），或稱為私部門、民間部門、民营部门，是经济的一部分，有时被称为公民部门（英語：citizen sector），由个人或私人团体拥有，而不是由国家所有，与之相对的是公共部门。私营部门分为两个子部门：家庭部门和私营企业部门。前者从事个人消费活动，后者从事私人投资生产；前者的目标是个人或家庭效用最大化，后者的目标是利润最大化。私营部门经济行为的共同特点是其活动依赖于个人收入和个人资产。

## 现状
在一些国家，私营部门雇用了大部分劳动力。在私营部门，活动以挣钱为动机。
国际金融公司（隶属于世界银行集团）2013年的一项研究表明，发展中国家90%的工作岗位在私营部门。全球市场资讯研究公司易普索2020年发表的经济研究报告显示，巴基斯坦私人消费约占GDP的80％，公共部门消费约占GDP的15％。
在經濟持自由主義的国家，如美国，私营部门的范围更广，国家对企業的限制较少。在中华人民共和国等政府权力較大的国家，公共部门占经济的大部分，但私营部门有上升趋势。

## 作用
私营部门在城市和经济发展中发挥着至关重要的作用。私营部门不仅为国民收入作出贡献，而且还是主要的就业提供者。
由于私营部门对国民收入的投入，私营部门在经济中扮演着重要角色。特别是它提供重要的商品和服务，为税收作出贡献，并确保资本的有效流动。私营部门在社区内创造就业机会方面发挥着关键作用。相当多的企业处于私营部门的控制之下，而这些企业提供的就业机会多于公共部门。私营部门在不同类型的发展中发挥主导作用。具体而言，它促进了工业化进程和社区改善，通过引进新的商品、设备、机械和技术，使公司产生了创新的想法，改变了生产方式，并带来更好的经济发展。另一方面，私营部门通过发展社区企业、地方交换系统、合作社和非官方信贷，为社区发展作出贡献。它还吸引了潜在的投资者，他们发展并扩大了现有的公司。私营部门还是商品和服务的主要提供者。它促进了人力资本的发展，使其有能力生产更多的商品和服务，从而满足市场需求。私营部门充满了从事各种业务的公司。从本质上讲，私营部门为新公司提供了发展的机会，无论经营哪种类型的业务。有了这种自由，私营公司就能使其经营多样化。

## 法规
国家在法律上管理私营部门。在一个国家经营的企业必须遵守该国的法律。
在某些情况下，通常涉及跨国公司，这些公司可以根据其对监管环境的看法来选择供应商和地点，当地国家的法规导致一家公司内部的做法参差不齐。例如，一个国家的工人可能会从强大的工会中受益，而另一个国家的工人即使为同一雇主工作，其支持工会的法律也很薄弱。在某些情况下，行业和个体企业选择通过采用高于其工人，客户或环境的标准来进行自我监管，而这些标准要高于其法律要求的最低标准。
私营部门可能产生负面影响。在1980年代初期，美国矫正公司率先产生开办监狱营利的想法。今天，由公司经营的监狱关押着美国8%囚犯。由于来自私营部门，因此他们的首要任务不是改造（囚犯），而是利润。这导致了美国各地监狱许多侵犯人权的行为。